# Lucky Man (Emerson, Lake & Palmer)
Lucky Man (lett. "Uomo fortunato") è un brano musicale del gruppo inglese Emerson, Lake & Palmer, composto da Greg Lake.
È il brano di chiusura del loro album di debutto (1970) e fu pubblicato in vari Paesi anche come singolo in due edizioni diverse, divenendo fra l'altro uno dei brani più noti del gruppo.

## Il brano

### Composizione
Il cantante-bassista del gruppo, Greg Lake, scrisse la canzone all'età di dodici anni, subito dopo aver imparato i primi accordi sulla chitarra. Nella sua autobiografia e in alcune interviste egli spiegò il testo della canzone come una sua «fantasia medievale» su un uomo che aveva donne, ricchezze, onori e gloria che, tuttavia, non lo salvarono dalla morte.
Lake affermò anche di non aver mai modificato il testo da quando scrisse il brano a quando lo incise oltre dieci anni dopo e di averlo sempre cantato a memoria, senza mai aver bisogno di annotarlo. L'autore lo propose anche ai King Crimson nei quali militava nel 1969, ma il brano non incontrò il favore del resto del gruppo.

### Registrazione
Nel settembre 1970 gli Emerson, Lake & Palmer registrarono, agli Advision Studios di Londra, il loro primo album; Greg Lake, che ne fu anche produttore, racconta che verso la fine del lavoro i tre si accorsero di non avere materiale a sufficienza per completare il minutaggio di un long playing (circa venti minuti per facciata) e che alla domanda se qualcuno avesse altro da proporre seguì «un silenzio assordante».
Lake pensò quindi di far ascoltare agli altri Lucky Man, accompagnandosi con la chitarra. Il brano sul momento non suscitò particolare entusiasmo, ma egli decise comunque di inciderlo e Carl Palmer si offrì di accompagnarlo alla batteria mentre Keith Emerson era fuori al pub. I due registrarono dapprima la base con batteria e chitarra acustica, Lake poi raddoppiò quest'ultima, quindi sovraincise il basso, un assolo di chitarra elettrica e infine la voce, cantando fino a sei diverse parti armonizzate. Emerson al suo rientro in studio rimase favorevolmente colpito dal lavoro e disse: «Beh, magari sarebbe buono se io ci suonassi sopra, dopo tutto». L'unica sezione con una traccia ancora libera su nastro era la coda del brano; il tastierista pensò di registrarvi una parte solista con il sintetizzatore Moog appena acquistato e chiese perciò all'ingegnere del suono Eddy Offord di mandargli la base per provarci sopra. Lake, in sala di controllo, decise all'insaputa di Emerson di schiacciare anche il pulsante di registrazione catturando così la prima esecuzione in assoluto, destinata a diventare quella definitiva; a nulla valse infatti l'insistenza del tastierista a tentarne un rifacimento più ragionato: Lake la trovava così buona che, con una sola traccia a disposizione, l'idea di cancellarla per far posto a un nuovo tentativo gli sembrava un delitto.

### Pubblicazione
Il gruppo non aveva in mente di pubblicare il brano anche come singolo; in un'intervista del 1974, Emerson dichiarò:
(K. Emerson - Beetle Magazine, febbraio 1974)
Nella stessa occasione, il tastierista espresse il suo rammarico per l'impossibilità di eseguire il brano dal vivo in modo fedele al disco a causa delle troppe sovrincisioni effettuate in studio:
(K. Emerson - ibidem)

## Formazione

### Gruppo
- Keith Emerson – moog
- Greg Lake – basso, chitarre, voce
- Carl Palmer – batteria

### Crediti
- Greg Lake – produzione

### Fonti
1. ↑   Titolo, testo e traduzione della canzone, su Canzoni contro la guerra. URL consultato il 15 novembre 2024.
2. 1 2 3  Per l'Italia.
3. ↑  Emerson, Lake & Palmer, Lucky Man/Knife-Edge (45 giri – Island, 1970).
4. ↑  Emerson, Lake & Palmer, Lucky Man/From the Beginning (45 giri – Atlantic - serie Atlantic Oldies Series, sconosciuto).
5. 1 2  Note di Bruce Pilato e Martyn Hanson all'edizione in CD a cura della Castle Music / Sanctuary Records.
6. 1 2 3 4 5 6 7  (EN) Lake, Greg, 1947 – 2016, Lucky Man : the Autobiography, ISBN 9781472126481, OCLC 999620896. URL consultato il 7 giugno 2019.
7. 1 2 3 4  Emerson, Lake & Palmer, Welcome Back My Friends... 40th Anniversary Reunion Concert - DVD, ConcertOne Ltd. 2011 - Interviste al gruppo.
8. ↑  (EN) Smith, Sid, 1957-, In the Court of King Crimson, Helter Skelter, 2001, ISBN 1900924269, OCLC 47118764. URL consultato il 7 giugno 2019.
9. 1 2  (EN) Bowman, Robert, BEETLE Magazine, February 1974. URL consultato il 9 giugno 2019.

### Annotazioni
1. ↑  Come Un uomo fortunato.